# Juan Pablo Paz
Juan Pablo Paz (Buenos Aires, 5 de abril de 1959) es un físico argentino, que trabaja en el campo de la computación cuántica. Investigador de la Universidad de Buenos Aires y del CONICET, ha trabajado también en el Laboratorio Nacional de Los Álamos de los Estados Unidos. Ocupó el cargo de Secretario de Articulación Científica y Tecnológica del Ministerio de Ciencia, Tecnología e Innovación desde el 10 de diciembre de 2019 hasta el 10 de diciembre de 2023.

## Biografía
Juan Pablo Paz realizó sus estudios universitarios en la Universidad de Buenos Aires. Allí obtuvo su licenciatura 
en Física en 1984 y su doctorado en 1989. En 1981 fue un preso de la dictadura por volantear y participar de una revista de estudiantes ( "Interacción" ) que se manifestaba en contra de los aranceles de la UBA. Actualmente es Profesor del Departamento de Física e Investigador del CONICET, y fue director del Departamento de Física de la Facultad de Ciencias Exactas y Naturales. Ha trabajado también en el Laboratorio Nacional de Los Álamos de los Estados Unidos, primero como investigador postdoctoral y luego como miembro de su personal científico. 
Tiene tres hijos: Luciano, nacido en Buenos Aires en 1987 (que es licenciado en física de la UBA),  Mariana (que es Diseñadora Gráfica de la UBA), nacida en Los Álamos en 1993 y Ramiro, nacido en Buenos Aires en 2022.
El 10 de diciembre de 2019 asumió como Secretario de Articulación Científica y Tecnológica del Ministerio de Ciencia, Tecnología e Innovación.

## Investigaciones
Paz ha trabajado en la teoría cuántica de corrección de errores, y desarrolló una serie de técnicas para corregir los errores de ese tipo de computadoras. También ha utilizado la computación cuántica para simular sistemas caóticos, en el marco de la teoría del caos.
En 2002, junto a César Miquel y Marcos Saraceno, desarrolló un programa que permite realizar con eficiencia espectroscopia y tomografía en una computadora cuántica estableciendo por primera vez una analogía entre ambas tareas.

## Premios
- Premio Fundación Bunge & Born, 2010
- Premio Konex - Ciencia y Tecnología. Diploma al Mérito en la disciplina Física y Astronomía (2013).
- Premio Bernardo Houssay por su Trayectoria y el Premio Investigador de la Nación (2015)[1]
- Fellow de la Academia Mundial de Ciencias, 2021[2]